# Beatriz de Saboia, condessa de Provença
Beatriz de Saboia (em francês: Béatrice; Chambéry, 1198 - Caen, 4 de janeiro de 1267) foi condessa da Provença foi tida como uma politicamente astuta e activa e que se afirmou ter uma beleza que podia ser comparada como uma segunda Níobe, comparação feita por Mateo de París. Depois dos seus dois filhos gémeos Raimundo e Beatriz de Sabóia, teve mais quatro filhas que fez casar com reis.

## Relações familiares
Foi filha de Tomás I de Saboia e de Margarida de Genebra. Casou em 5 de Junho de 1219 com Raimundo Berengário V da Provença (1198 - 1245), de quem teve:
1. Margarida de Provença (1221 - 1295), casou com Luís IX de França.
2. Leonor da Provença (1223 - 1292), casou com Henrique III de Inglaterra.
3. Sancha da Provença (1225 - 1261), casou com Ricardo da Cornualha, filho de João de Inglaterra e irmão de Henrique III de Inglaterra.
4. Beatriz da Provença (1229[2] - 1267), condessa da Provença e que casou em 1246 com Carlos I de Anjou. Com este casamento a Provença deixa de pertencer à Coroa de Aragão e à Casa de Aragão-Barcelona, Coroa a que tinha pertencido desde que o rei Afonso II de Aragão a recebera como herança em 1166, para passar para a Coroa de França, a Dinastia de Anjou.
5. Raimundo da Provença, faleceu jovem.